# リベンジ・オブ・ザ・マミー
リベンジ・オブ・ザ・マミー（Revenge of the Mummy）は、世界のユニバーサル・スタジオ・テーマパークに存在する、映画『ハムナプトラ』シリーズをテーマにした室内型ローラーコースターである。

## 概要
映画『ハムナプトラ』シリーズをテーマにした室内型ローラーコースタータイプのアトラクション。暗闇を疾走する中で、火の玉やミイラを模したオーディオアニマトロニクスを駆使し、心理的恐怖を演出したアトラクション。ユニバーサル・スタジオ・フロリダをはじめ、ユニバーサル・スタジオ・ジャパン以外のユニバーサル・スタジオ・テーマパークに導入されている。各パークごとに演出が異なっている。
軍用車に乗ってエジプトの遺跡に向かうと、邪悪なミイラ、イムホテップが復活。肉食スカラベの大群やミイラの群れ、炎などの危険やイムホテップの呪いから生還を目指すストーリーとなっている。

## このアトラクションが存在するパーク
- ユニバーサル・スタジオ・フロリダ
- ユニバーサル・スタジオ・ハリウッド
- ユニバーサル・スタジオ・シンガポール

## 各国のアトラクション

### ユニバーサル・スタジオ・フロリダ

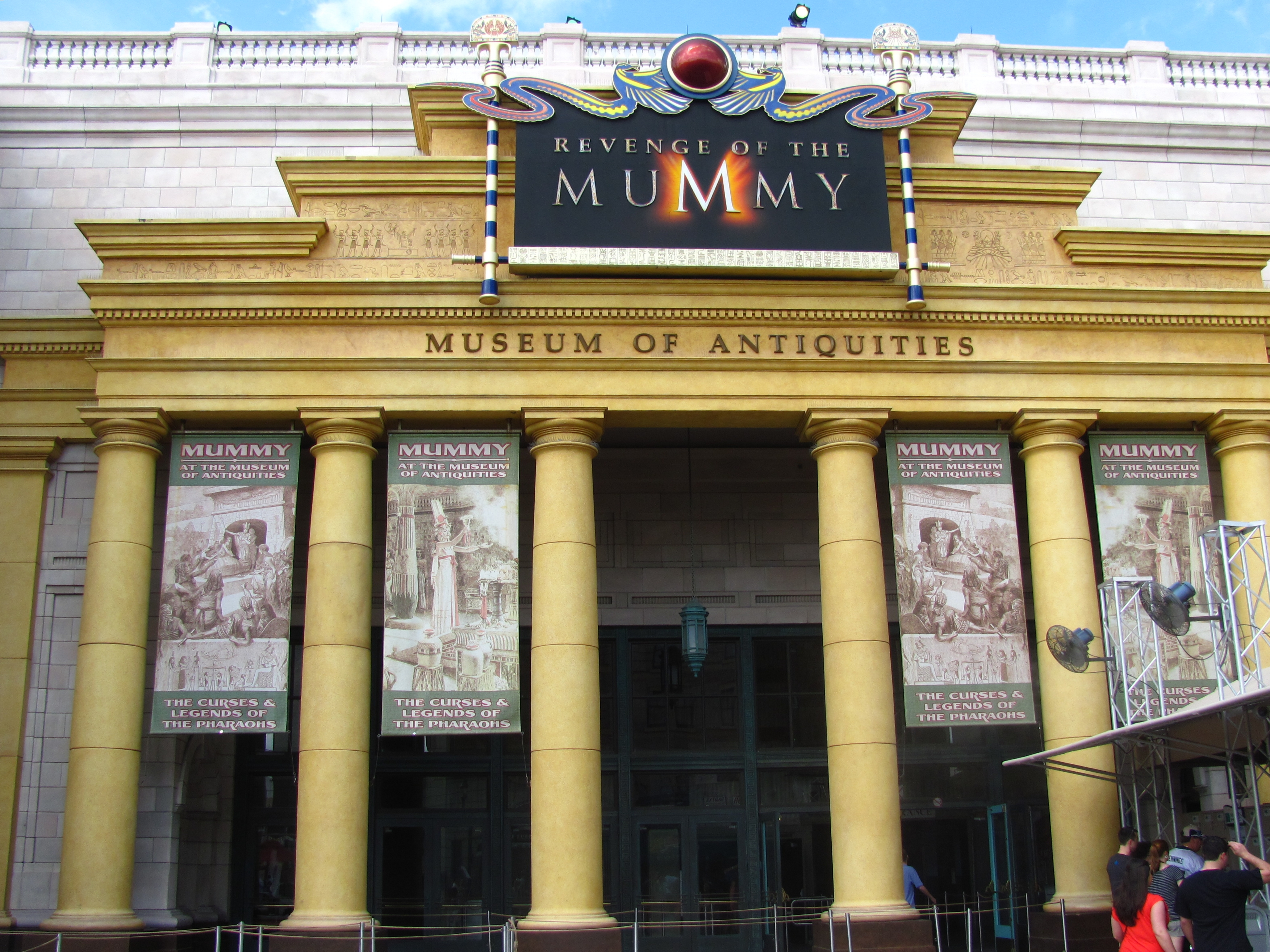
アトラクション外観

ニューヨーク・エリアに位置している。「コングフロンテーション」を閉鎖して2004年にオープンした。外観は「古代博物館（Museum of Antiquities）」を模しており、キューラインを進むとエジプトの遺跡へと迷いこむようになっている。

### ユニバーサル・スタジオ・ハリウッド

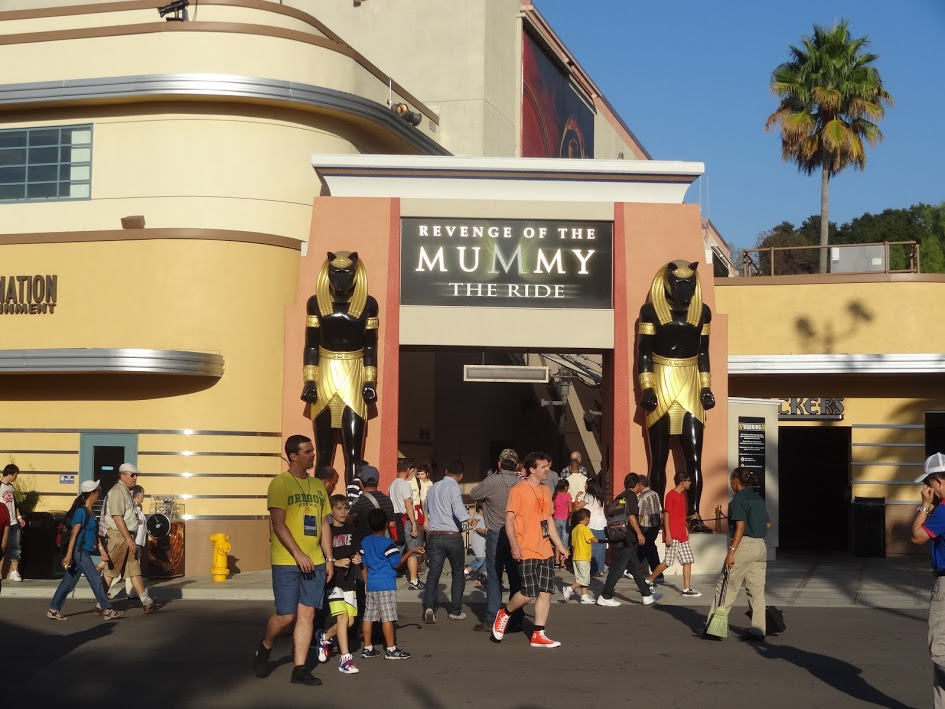
アトラクション外観

他のアトラクションと比べると比較的短いコースになっている。

### ユニバーサル・スタジオ・シンガポール

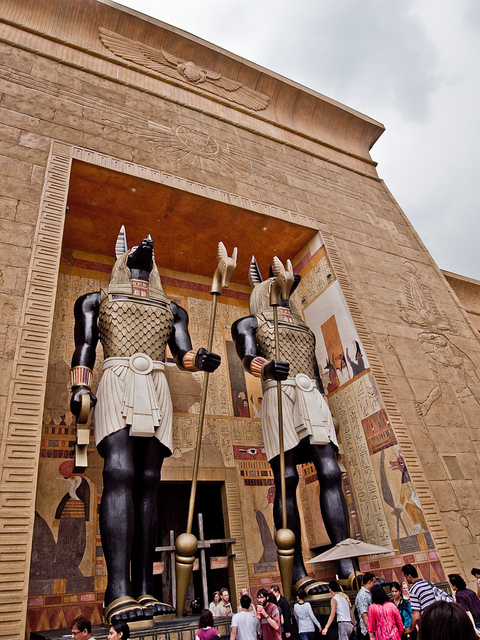
アトラクション外観

エジプトエリアに位置しており、外観は古代エジプトの遺跡となっている。